# نادي تريليساك
نادي تريليساك لكرة القدم (بالفرنسية: Trélissac Football Club)‏ نادي كرة قدم فرنسي يلعب في دوري الدرجة الخامسة . تم تأسيس النادي في سنة 1950 .